# Aristofan iz Bizanta
Aristofan (starogrčki: Ἀριστοφάνης) iz Bizanta (257. – 185./180. pr. Kr.) bio je starogrčki filololog, književni kritičar i gramatičar, poznat po svom radu na proučavanju Homera, ali i drugim klasičnim autorima kao što su Pindar i Hesiod. U mladosti se preselio u Aleksandriju gdje je studirao pod Zenodotom i Kalimahom. U dobi od 60 godina naslijedio je Eratostena kao glavni knjižničar Aleksandrijske knjižnice.
Aristofan je također poznat i kao tvorac sustava sklonidba koji je trebao pomoći da se starogrčki tekstovi izgovaraju u vrijeme kada se Istočnim Sredozemlju počela koristiti koine kao nova lingua franca, zamijenivši dotadašnje semitske jezike. Također je u svrhu što lakšeg izgovaranja poezije uveo oznake koje će predstavljati jedne od prvih oblika interpunkcije.

## Vanjske poveznice
- New Advent Encyclopedia article on Library of Alexandria